# Адріана Гонсалес-Пеньяс
Адріана Гонсалес-Пеньяс (ісп. Adriana González-Peñas; нар. 30 березня 1986) — колишня іспанська тенісистка.
Найвищу одиночну позицію світового рейтингу — 328 місце досягла 3 листопада 2003, парну — 313 місце — 7 листопада 2005 року.
Здобула 4 одиночні та 9 парних титулів.

## Фінали ITF
| турніри $100,000 |
| турніри $75,000  |
| турніри $50,000  |
| турніри $25,000  |
| турніри $10,000  |

### Одиночний розряд: 9 (4–5)
| Результат | Ранг | Дата              | Турнір              | Покриття | Суперниця            | Рахунок       |
| --------- | ---- | ----------------- | ------------------- | -------- | -------------------- | ------------- |
| Поразка   | 1.   | 25 листопада 2001 | Майорка, Іспанія    | Ґрунт    | Марта Фрага          | 6–0, 2–6, 3–6 |
| Перемога  | 1.   | 11 травня 2003    | Тортоса, Іспанія    | Ґрунт    | Марта Фрага          | 6–2, 4–6, 6–3 |
| Поразка   | 2.   | 13 липня 2003     | Гечо, Іспанія       | Ґрунт    | Марта Фрага          | w/o           |
| Поразка   | 3.   | 10 серпня 2003    | Віго, Іспанія       | Тверде   | Астрід Вернес Ґарсія | 3–6, 1–6      |
| Перемога  | 2.   | 31 серпня 2003    | Коїмбра, Португалія | Тверде   | Марта Фрага          | 6–4, 6–3      |
| Перемога  | 3.   | 21 вересня 2003   | Льєйда, Іспанія     | Ґрунт    | Амандін Сенля        | 6–4, 6–2      |
| Поразка   | 4.   | 26 жовтня 2003    | Севілья, Іспанія    | Ґрунт    | Лаура Поус Тіо       | 2–6, 6–3, 3–6 |
| Поразка   | 5.   | 19 вересня 2004   | Льєйда, Іспанія     | Ґрунт    | Еліза Вілла          | 6–1, 1–6, 1–6 |
| Перемога  | 4.   | 8 травня 2005     | Тортоса, Іспанія    | Ґрунт    | Анна Фонт Естрада    | 4–6, 6–3, 6–0 |

### Парний розряд: 12 (9–3)
| Результат | Ранг | Дата              | Турнір             | Покриття | Партнерка                | Суперниці                                          | Рахунок       |
| --------- | ---- | ----------------- | ------------------ | -------- | ------------------------ | -------------------------------------------------- | ------------- |
| Поразка   | 1.   | 12 травня 2002    | Тортоса, Іспанія   | Ґрунт    | Габріела Веласко Андреу  | Марта Фрага Марія Хосе Санчес Алаєто               | 5–7, 1–6      |
| Перемога  | 1.   | 15 вересня 2002   | Мадрид, Іспанія    | Ґрунт    | Марта Фрага              | Марія Хосе Санчес Алаєто Марія Пілар Санчес Алаєто | 6–3, 6–0      |
| Перемога  | 2.   | 27 жовтня 2002    | Севілья, Іспанія   | Ґрунт    | Марія Хосе Санчес Алаєто | Ізабель Коллішонн Жаклін Фреліх                    | 6–1, 6–2      |
| Поразка   | 2.   | 13 липня 2003     | Гечо, Іспанія      | Ґрунт    | Марта Фрага              | Сабіна Медіано-Альварес Габріела Веласко Андреу    | w/o           |
| Перемога  | 3.   | 7 вересня 2003    | Mollerusa, Іспанія | Тверде   | Нурія Санчес Гарсія      | Катя Сабате-Орера Лурдес Паскуаль-Родрігес         | 6–3, 6–0      |
| Перемога  | 4.   | 26 жовтня 2003    | Севілья, Іспанія   | Ґрунт    | Марта Фрага              | Катя Сабате-Орера Нурія Санчес Гарсія              | 5–7, 6–3, 6–1 |
| Перемога  | 5.   | 23 листопада 2003 | Барселона, Іспанія | Ґрунт    | Марта Фрага              | Нурія Ройг Юлія Вакуленко                          | 6–3, 6–3      |
| Перемога  | 6.   | 1 листопада 2004  | Майорка, Іспанія   | Ґрунт    | Естрелья Кабеса Кандела  | Ганне Скак Єнсен Каріна Якобсґор                   | 6–3, 6–3      |
| Перемога  | 7.   | 8 лютого 2005     | Майорка, Іспанія   | Ґрунт    | Роміна Опранді           | Ольга Брозда Тіна Шієхтль                          | 6–3, 7–5      |
| Поразка   | 3.   | 15 лютого 2005    | Майорка, Іспанія   | Ґрунт    | Роміна Опранді           | Ольга Брозда Петра Цетковська                      | 3–6, 4–6      |
| Перемога  | 8.   | 3 квітня 2005     | Рим, Італія        | Ґрунт    | Роміна Опранді           | Грета Арн Янетте Бейлкова                          | 6–3, 6–3      |
| Перемога  | 9.   | 8 травня 2005     | Тортоса, Іспанія   | Ґрунт    | Клер де Губернатіс       | Анна Фонт Естрада Лурдес Паскуаль-Родрігес         | w/o           |